# كيفان بربور
كيفان بربور (بالإنجليزية: Kevan Barbour)‏ هو حكم كركيت ‏ زيمبابوي، ولد في 23 أكتوبر 1949.

## وصلات خارجية
- كيفان بربور على موقع إي آس بي آن كريك إنفو (الإنجليزية)